# Kacper Filipiak
Kacper Filipiak (Varsavia, 19 novembre 1995) è un giocatore di snooker polacco, il primo di questo paese a diventare professionista e il più giovane di tutti i tempi, a quasi 16 anni. È anche il primo polacco a realizzare un 147, in un torneo dilettantistico.

## Carriera

### Stagione 2011-2012
È entrato nel Main Tour all'inizio della stagione 2011-2012, a seguito della vittoria dello European Under-21 Snooker Championship. Al suo primo torneo disputato, la World Cup, rappresenta la Polonia, assieme a Krzysztof Wróbel, riuscendo subito ad affermarsi: considerando le sfide singole, Filipiak batte alcuni dei più forti giocatori, come Marco Fu, John Higgins e Stephen Maguire; tuttavia il suo paese conclude anzitempo l'evento, classificandosi al 5º ed ultimo posto nel Girone D. Nel resto dell'annata, non riesce più a vincere un incontro, perdendo il posto nel Main Tour a stagione conclusa.

### 2014-2019
Nel 2014 e nel 2019 ottiene il successo al torneo nazionale Polish Amateur Championship, raggiungendo anche tre finali tra il 2016 e il 2018. Nel 2019 si laurea anche campione europeo dilettanti, riconquistando un posto tra i professionisti dopo 8 stagioni.

### Stagione 2019-2020
Filipiak esordisce nella stagione 2019-2020 qualificandosi per il Riga Masters, dopo aver sconfitto Zhao Xintong nel turno preliminare, prima di essere eliminato da Tom Ford. In seguito, il polacco conquista il secondo turno al Northern Ireland Open e allo Scottish Open.

## Ranking[12]
| Stagione  | Ranking iniziale | Ranking finale |
| --------- | ---------------- | -------------- |
| 2011-2012 | Non classificato | 97             |
| 2019-2020 | Non classificato |                |

Century Breaks: 7
Miglior Break: 131